# Classe Hunt (dragueur de mines)
Pour les autres classes de navires du même nom, voir Classe Hunt.
La classe Hunt est une classe de sloop de dragueur de mines construit entre 1916 et 1919 pour la Royal Navy.

## Conception
Ils ont été construits en deux groupes distincts, le premier groupe Belvoir conçu par la société Ailsa Shipbuilding Company et le second groupe Aberdare subséquent (et légèrement plus grand) conçu par l'Amirauté.
Ils étaient classés comme des sloops de dragage de mines, c'est-à-dire des navires destinés à nettoyer les eaux libres. Le groupe Belvoir tire son nom de forêts de chasses au renard britanniques. Ceux du groupe Aberdare ont été initialement nommés d'après les villes côtières, les points d'eau et les ports de pêche, dont certains étaient également des chasses. Cependant, tous ont été rapidement renommés après des emplacements intérieurs pour éviter toute confusion causée par une mauvaise compréhension des signaux et des ordres.
Ces navires avaient deux hélices et des chaudières à charbon à tirage forcé, c'est-à-dire qu'ils brûlaient du charbon pulvérisé dans un courant d'air artificiellement augmenté. Une conséquence de cela était qu'ils produisaient beaucoup de fumée, à tel point qu'ils étaient plus généralement appelés Smokey Joes. Une autre conséquence était que s'ils étaient alimentés avec autre chose que le charbon Anthracite pour lequel ils étaient conçus, la consommation de carburant était énorme - un navire avec en soute du charbon Lignite en brûlait 20 tonnes en une seule journée.
Ils avaient un faible tirant d'eau (8 pieds, 2,43 mètres). L'armement était un canon QF 4 pouces (102 mm) vers l'avant et un canon QF 12 livres de 76 mm à l'arrière, plus deux mitrailleuses jumelles de calibre .303 British (7,7 mm). Ils étaient équipés pour balayer des fonds uniquement avec des flotteurs Oropesa, pour couper les câbles des mines amarrées.

## Service
Six navires ont été achevés comme navires de prospection, et la majorité du groupe Aberdare est arrivé trop tard pour être mise en service pendant la Première Guerre mondiale. Trente-cinq ont été annulés après l'armistice. Entre les deux guerres, huit ont été vendus hors service, un a été vendu au Siam, un a été converti en navire de forage Royal Naval Volunteer Reserve et 52 ont été mis au rebut. La majorité du reste a passé la période de 1919 à 1939 dans des réserves du monde entier, Malte et Singapour en ayant la plupart, de sorte qu'au début de la Seconde Guerre mondiale, il y en avait encore 27 en service, dont deux autres réquisitionné du service marchand.
La 5e flottille de déminage, comprenant Pangourne, Ross, Lydd, Kellet et Albury ainsi que les nouveaux destroyers Gossamer et Leda de classe Halcyon ont navigué de North Shields à Harwich à la fin du 26 mai 1940, atteignant Harwich près de 24 heures plus tard. Après le ravitaillement en charbon, la flottille a appareillé pour Dunkerque dans l'après-midi du 28 mai et a quitté la plage vers 21 h 30 le même jour. Au moins deux navires de la Flottille (Ross et Lydd) ont été détachés pour recueillir des troupes à partir du brise-lames du port. Seul le Ross a embarqué 353 hommes et un chien lors de cette première nuit. Les navires de la flottille ont effectué trois autres voyages à Dunkerque dans les jours suivants, travaillant aux postes de combat pratiquement 24h/24 et revenant à Margate pour la dernière fois depuis Dunkerque le samedi 1er juin 1940. Sutton était également présent à Dunkerque.
Cinq navires ont été perdus pendant la guerre, et un autre navire, Widnes a été échoué dans la baie de Souda, en Crète en mai 1941 après avoir été bombardé par des avions allemands. Les Allemands ont récupéré et réparé la coque, la mettant en service comme 12.V4. En octobre 1943, maintenant connue sous le nom de Uj.2109, il a été coulé par les destroyers HMS Eclipse, HMS Faulknor et la destroyer grecque Reine Olga.

## Navires

### GroupeBelvoir
Vingt navires commandés en 1916:
- Belvoir - construit par Ailsa Shipbuilding Company, Troon, lancé le 8 mars 1917. Vendu pour démolition en juillet 1922.
- Bicester - construit par Ailsa, lancé le 8 juin 1917. Vendu pour démolition le 8 janvier 1923.
- Blackmorevale - construit par Ardrossan Dry Dock Company, Ardrossan, lancé le 23 mars 1917. Coulé par la mine au large de Montrose le 1er mai 1918.
- Cattistock - construit par Clyde Shipbuilding Company, Port Glasgow, lancé le 21 février 1917. Vendu pour démolition le 22 février 1923.
- Cotswold - construit par Bow, McLachlan and Company, Paisley, lancé le 28 novembre 1916. Vendu pour démolition le 18 janvier 1923.
- Cottesmore - construit par Bow, McLachlan, lancé le 9 février 1917. Vendu pour démolition le 18 janvier 1923.
- Croome - construit par Clyde Shipbuilding, lancé le 22 mai 1917. Vendu pour démolition en juillet 1922.
- Dartmoor - construit par Dunlop Bremner & Company, Port Glasgow, lancé le 30 mars 1917. Vendu pour démolition le 21 février 1923.
- Garth - construit par Dunlop Bremner, lancé le 9 mai 1917. Vendu pour démolition le 21 février 1923.
- Hambledon - construit par Fleming & Ferguson, Paisley, lancé le 9 mars 1917. Vendu pour démolition en juillet 1922.
- Heythrop - construit par Fleming & Ferguson, lancé le 4 juin 1917. Vendu pour rupture en juillet 1922.
- Holderness - construit par D. & W. Henderson and Company, Glasgow, lancé le 9 novembre 1916. Vendu pour rupture en août 1924.
- Meynell - construit par Henderson, lancé le 7 février 1917. Vendu pour démolition le 4 novembre 1922.
- Muskerry - construite par Lobnitz and Company, Renfrew, lancée le 28 novembre 1916. Vendu pour démolition le 22 janvier 1923.
- Oakley - construit par Lobnitz, lancé le 10 janvier 1917. Vendu pour démolition le 18 janvier 1923.
- Pytchley - construit par Napier et Miller, Old Kilpatrick, lancé le 24 mars 1917. Vendu pour être démantelé en juillet 1922.
- Quorn - construit par Napier et Miller, lancé le 4 juin 1917. Vendu pour démolition le 18 septembre 1922.
- Southdown - construit par William Simons and Company, Renfrew, lancé le 7 juillet 1917. Vendu pour démolition le 16 décembre 1926.
- Tedworth - construit par Simons, lancé le 20 juin 1917. Devenu plongeur en août 1923. Vendu pour démolition en novembre 1946.
- Zetland - construit par Murdoch et Murray, Port Glasgow, lancé en 1917. Vendu pour récupération le 18 janvier 1923.

### GroupeAberdare
Entre 1916 et novembre 1918, cent vingt-neuf navires ont été commandés selon ce modèle à l'Amirauté, dont trente-quatre ont été annulés (parmi eux, - Battle et Bloxham - avaient été lancés). Deux autres devaient être commandés chez Fleming & Ferguson, mais n'ont jamais été commandés:
- Aberdare - construit par Ailsa, lancé en avril 1918, vendu pour mise au rebut en 1946
- Abingdon - construit par Ailsa, lancé en juin 1918, vendu pour mise au rebut en 1947
- Albury - construit par Ailsa, lancé en novembre 1918, vendu pour mise au rebut en 1947
- Alresford - construit par Ailsa, lancé en janvier 1919, vendu pour mise au rebut en 1947
- Appledore - construit par Ailsa, lancé en 1919, éliminé entre les deux guerres
- Badminton - construit par Ardrossan Dry Dock, lancé en mars 1918, éliminé en 1928
- Bagshot - construit par Ardrossan Dry Dock, lancé en mai 1918, payé en 1945, exploité en remorque au large de Corfou 1951
- Banchory - construit par Ayrshire Shipbuilding Company, Irvine, lancé en mai 1918, éliminé entre les deux guerres
- Barnstaple - construit par Ardrossan Dry Dock, lancé en mai 1919, éliminé entre les deux guerres
- Battle - Construit par Dundee Shipbuilding Company, Dundee, lancé en 1919, mais annulé en octobre 1919 et vendu (incomplet) pour rupture en mars 1922.
- Blackburn (ex-Burnham) - construit par Bow, McLachlan, lancé en août 1918, éliminé entre les deux guerres
- Bloxham (ex-Brixham) - construit par Ayrshire Shipbuilding, lancé en 1919, mais annulé en octobre 1919 et vendu (incomplet) pour rupture le 23 octobre 1923.
- Bootle (ex-Buckie) - construit par Bow, McLachlan, lancé en juin 1919, éliminé entre les deux guerres
- Bradfield - construit par Ayrshire Shipbuilding, lancé en mai 1919, éliminé entre les deux guerres
- Burslem (ex-Blakeney) - construit par Ayrshire Shipbuilding, lancé en mars 1918, éliminé entre les deux guerres
- Bury- construit par Joseph R. Eltringham, South Shields, lancé en mai 1919, éliminé entre les deux guerres
- Caerleon - construit par Bow, McLachlan, lancé en décembre 1918, éliminé entre les deux guerres
- Camberley - construit par Bow, McLachlan, lancé en décembre 1918, terminé comme appel d'offres pour l'école de navigation,
- Carstairs (ex-Cawsand) - construit par Bow, McLachlan, lancé en 1919, éliminé entre les deux guerres
- Caterham- construit par Bow, McLachlan, lancé en mars 1919, terminé comme appel d'offres pour l'école de navigation
- Cheam - construit par Eltringham, lancé en juillet 1919, éliminé entre les deux guerres
- Clonmel (ex-Stranraer) - construit par Simons, lancé en mai 1918, éliminé entre les deux guerres
- Craigie - construit par Clyde Shipbuilding, lancé en mai 1918, éliminé entre les deux guerres
- Cupar (ex-Rosslare) - construit par McMillan, perdu 1919
- Derby (ex-Dawlish) - construit par Clyde Shipbuilding, lancé en août 1918, vendu pour démolition 1946
- Dorking - construit par Clyde Shipbuilding, lancé en septembre 1918, éliminé entre les deux guerres
- Dundalk - construit par Clyde Shipbuilding, lancé en janvier 1919, extrait de Harwich le 16 octobre 1940, sombré sous le remorquage le lendemain
- Dunoon - construit par Clyde Shipbuilding, lancé en mars 1919, exploité et coulé au large de Great Yarmouth le 30 avril 1940
- Elgin (ex-Troon) - construit par Simons, lancé en mars 1919, extrait et mis au rebut en 1945
- Fairfield - construit par Clyde Shipbuilding, lancé en 1919, éliminé entre les deux guerres
- Fareham - construit par Dunlop Bremner, lancé en juin 1918, vendu pour mise au rebut en 1948, éliminé entre les deux guerres
- Fermoy - construit par Dundee Shipbuilding, lancé en 1919, bombardé par des avions italiens au large de La Valette le 30 avril 1941, puis le 4 mai 1941, radié comme perte totale constructive
- Faversham - construit par Dunlop Bremner, lancé en juillet 1918, éliminé entre les deux guerres
- Ford (ex-Fleetwood) - construit par Dunlop Bremner, lancé en octobre 1918, pour le service commercial entre les deux guerres, réquisitionné en septembre 1939 comme navire de sauvetage HMS Forde, retourné en 1947
- Forfar - construit par Dundee Shipbuilding, lancé en novembre 1918, éliminé entre les deux guerres
- Forres (ex-Fowey) - construit par Clyde Shipbuilding, lancé en novembre 1918, éliminé entre les deux guerres
- Gaddesden - construit par Eltringham, lancé en novembre 1917, vendu le 4 novembre 1922.
- Gainsborough (ex-Gorleston) - construit par Eltringham, lancé en février 1918, vendu en juin 1928 à Alloa Ship Breaking Company.
- Goole (ex-Bridlington) - construit par Ayrshire Shipbuilding, lancé en 1919, plus tard détruit comme navire de forage RNVR Irwell, mis au rebut en 1962
- Gretna- construit par Eltringham, lancé en avril 1919, éliminé entre les deux guerres
- Harrow - construite par Eltringham, lancée en juillet 1918, vendue pour mise au rebut en 1947, éliminée entre les deux guerres
- Havant - construit par Eltringham, lancé le 24 mars 1919, éliminé entre les deux guerres
- Huntley (ex-Helmsdale) - construit par Eltringham, lancé en janvier 1919, bombardé et coulé par des avions allemands au large de Mersa Matruh le 31 janvier 1941
- Instow (ex-Ilfracombe) - construit par Eltringham, lancé en avril 1919, éliminé entre les deux guerres
- Irvine - construit par Fairfield Shipbuilding and Engineering Company, Govan, lancé en décembre 1917, éliminé entre les deux guerres
- Kendal - construit par Fairfield, lancé en février 1918, éliminé entre les deux guerres
- Kinross - construit par Fairfield, lancé en juin 1918, exploité en mer Égée le 16 juin 1919 avec la perte de 12 membres d'équipage
- Leamington (ex-HMS Aldborough) - construit par Ardrossan Dry Dock, lancé en mars 1918, éliminé entre les deux guerres
- Longford (ex-Minehead) - construit par John Harkness and Sons, Middlesbrough, lancé en mars 1919, éliminé entre les deux guerres
- Lydd (ex-Lydney) construit par Fairfield, lancé en décembre 1918, vendu pour mise au rebut en 1947.
- Mallaig - construit par Fleming & Ferguson, lancé en octobre 1918, éliminé entre les deux guerres
- Malvern - construit par Fleming & Ferguson, lancé en février 1919, éliminé entre les deux guerres
- Marazion - construit par Fleming & Ferguson, lancé en 1919, achevé en tant que navire de dépôt sous-marin, éliminé entre les deux guerres
- Marlow - construit par Harkness, lancé en août 1918, éliminé entre les deux guerres
- Mistley (ex-Maryport) - construit par Harkness, lancé en octobre 1918, éliminé entre les deux guerres
- Monaghan (ex-Mullion) - construit par Harkness, lancé en mai 1919, éliminé entre les deux guerres
- Munlochy (ex-Macduff) - construit par Fleming & Ferguson, lancé en juin 1918, éliminé entre les deux guerres
- Nailsea - construit par A et J Inglis, Pointhouse, lancé en août 1918, éliminé entre les deux guerres
- Newark (ex-Newlyn) - construit par Inglis, lancé en juin 1918, éliminé entre les deux guerres
- Northolt - construit par Eltringham, lancé en juin 1918, éliminé entre les deux guerres
- Pangbourne (ex-Padstow) - construit par Lobnitz, lancé en mars 1918, vendu pour mise au rebut en 1947
- Penarth - construit par Lobnitz, perdu en 1919
- Petersfield (ex-Portmadoc) - construit par Lobnitz, lancé en mars 1919, achevé comme yacht de l'amiral; naufrage le 11 novembre 1931 au large de l'île de Tung Yung, avec la station C-in-C China (amiral Sir Howard Kelly) embarquée
- Pontypool (ex-Polperro) - construit par Lobnitz, lancé en juin 1918, éliminé entre les deux guerres
- Prestatyn (ex-Porlock) - construit par Lobnitz, lancé en novembre 1918, éliminé entre les deux guerres
- Repton (ex-Wicklow) - construit par Inglis, lancé en 1919, éliminé entre les deux guerres
- Ross (ex-Ramsey) - construit par Lobnitz, lancé en 1919, vendu pour mise au rebut en 1947
- Rugby (ex-Filey) - construit par Dunlop Bremner, lancé en septembre 1919, éliminé entre les deux guerres
- Salford (ex-Shoreham) - construit par Murdoch et Murray, lancé en avril 1919, achevé comme appel d'offres à l'école de navigation,
- Saltash - construit par Murdoch et Murray, lancé en juillet 1918, vendu pour mise au rebut en 1947
- Saltburn- construit par Murdoch et Murray, lancé en octobre 1918, détruit le fort Horse Sand le 26 octobre 1945 et radié comme perte totale constructive, vendu pour récupération et détruit sous le remorquage 1946
- Selkirk - construit par Murdoch et Murray, lancé en décembre 1918, vendu pour mise au rebut en 1947
- Sherborne (ex-Tarbert) - construit par Simons, lancé en juin 1918, éliminé entre les deux guerres
- Shrewsbury - construit par Napier et Miller, lancé en février 1918, éliminé entre les deux guerres
- Sligo - construit par Napier et Miller, lancé en mars 1918, éliminé entre les deux guerres
- Stafford (ex-Staithes) - construit par Charles Rennoldson, South Shields, lancé en février 1918, éliminé entre les deux guerres
- Stoke (ex-Southwold) - construit par Charles Rennoldson, lancé en juin 1918, bombardé et coulé par des avions allemands au large de Tobrouk le 7 mai 1941
- Sutton (ex-Salcombe) - construit par Archibald McMillan and Son, Dumbarton, lancé en mars 1918, vendu pour mise au rebut en 1947
- Swindon - construit par Ardrossan Dry Dock, lancé en 1919, éliminé entre les deux guerres
- Tiverton - construit par Simons, lancé en septembre 1918, éliminé entre les deux guerres
- Tonbridge - construit par Simons, lancé en novembre 1918, éliminé entre les deux guerres
- Tralee - construit par Simons, lancé en décembre 1918, éliminé entre les deux guerres
- Tring (ex-Teignmouth) - construit par Simons, lancé en août 1919, éliminé entre les deux guerres
- Truro - construit par Simons, lancé en avril 1919, éliminé entre les deux guerres
- Wem (ex-Walmer) - construit par Simons, lancé en 1919, éliminé entre les deux guerres
- Wexford - construit par Simons, lancé en 1919, au service mercantile de l'entre-deux-guerres, réquisitionné en septembre 1939, auprès de la Marine royale australienne sous le nom de HMAS Doomba, pour huiler la carcasse de 1947, sabordé en 1976
- Weybourne - construit par Inglis, lancé en février 1919, éliminé entre les deux guerres
- Widnes - (ex-Withernsea) construit par Napier et Miller, lancé en juin 1918, bombardé par des avions allemands dans la baie de Suda en mai 1941, échoué et abandonné, récupéré sous l'escorte allemande Uj.2109 et coulé par des destroyers 17 octobre 1943
- Yeovil - construit par Napier et Miller, lancé en août 1918, éliminé entre les deux guerres

### Navires d'étude hydrographique
- Beaufort (ex-Ambleside) - lancé en 1919, éliminé entre les deux guerres
- Collinson (ex-Amersham) - construit par Ailsa, lancé en 1919, éliminé entre les deux guerres
- Crozier (ex-Verwood, ex-Ventnor) - construit par Simons, lancé en 1919, éliminé entre les deux guerres. Utilisé comme coureur de blocus pendant la guerre civile espagnole. En service comme navire de transport rapide Capitán de corbeta Verdía dans la marine républicaine espagnole. Reconstruit après la guerre comme navire-école d'artillerie de la marine espagnole Virgen de la Caridad. Vendu pour mise au rebut en 1960.
- Fitzroy (ex-Pinner, ex-Portreath) - construit par Lobnitz, lancé en 1919, converti en navire-école 1939, dragueur de mines en 1940, miné au large de Great Yarmouth le 27 mai 1942
- Flinders (ex-Radley) - construit par Lobnitz, lancé en 1919, converti en bateau d'hébergement 1940, vendu pour démolition 1945
- Kellet (ex-Uppingham) - lancé en 1919, vendu pour mise au rebut en 1945